# Marek Matuszewski
Marek Matuszewski (Zgierz; 14 de Agosto de 1959 — ) é um político da Polónia. Ele foi eleito para a Sejm em 25 de Setembro de 2005 com 4806 votos em 11 no distrito de Sieradz, candidato pelas listas do partido Prawo i Sprawiedliwość.